# Chaetodus piceus
Chaetodus piceus är en skalbaggsart som beskrevs av John Obadiah Westwood 1845. Chaetodus piceus ingår i släktet Chaetodus och familjen Hybosoridae. Inga underarter finns listade i Catalogue of Life.